# Gartenbaumläufer

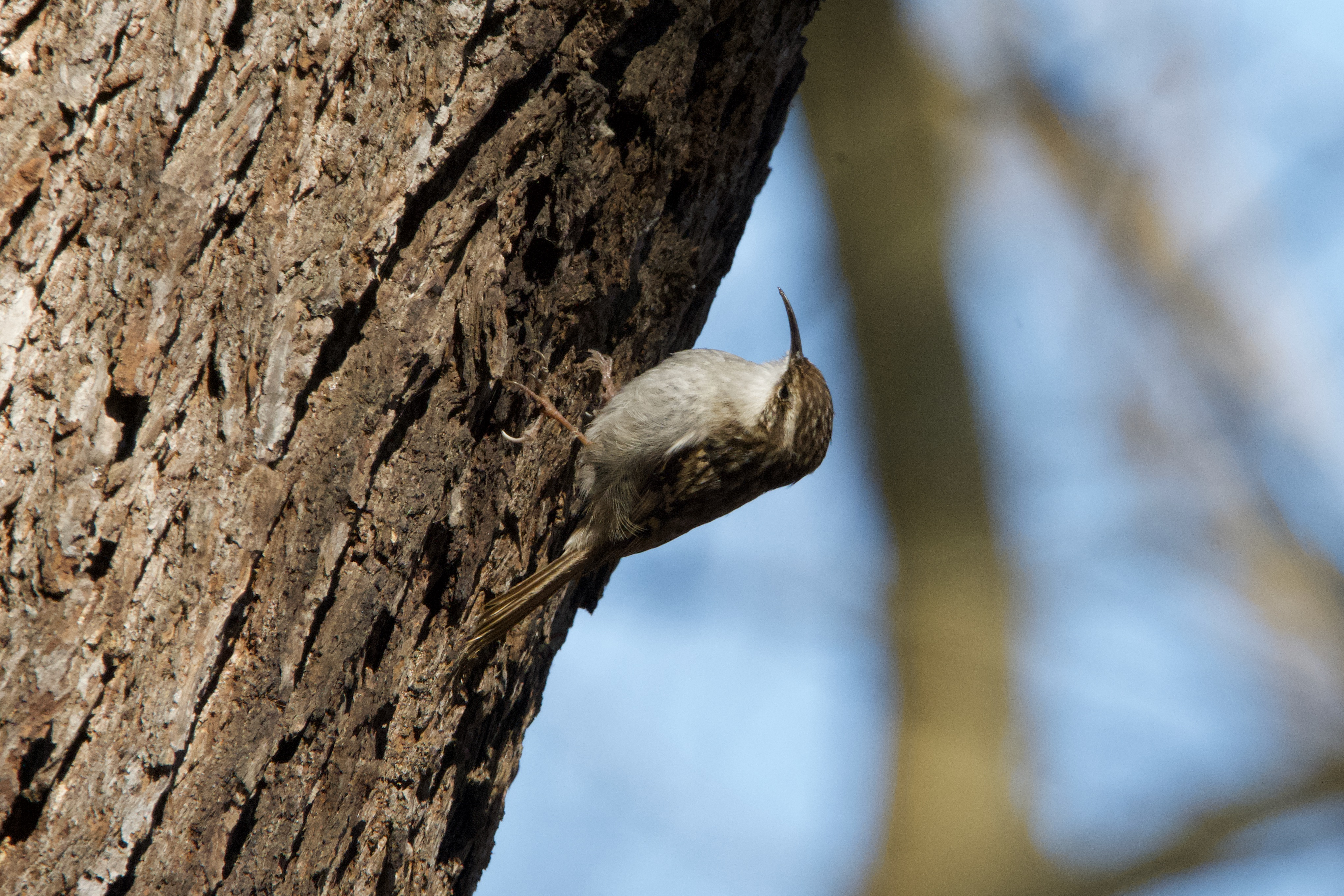
Gartenbaumläufer an der Großen Malche in Berlin

Der Gartenbaumläufer (Certhia brachydactyla) ist eine Vogelart aus der Gattung der Baumläufer (Certhia). Er ist in weiten Teilen Mitteleuropas ein verbreiteter Brutvogel, der vor allem im Tiefland anzutreffen ist.
Die Bestandssituation des Gartenbaumläufers wurde 2016 in der Roten Liste gefährdeter Arten der IUCN als „Least Concern (LC)“ = „nicht gefährdet“ eingestuft.

## Beschreibung
Der Gartenbaumläufer ähnelt seinem Verwandten, dem Waldbaumläufer, im Aussehen so sehr, dass beide kaum voneinander zu unterscheiden sind. Bei Freilandbeobachtungen werden in der Regel die Lautäußerungen herangezogen, um die beiden Arten auseinanderzuhalten.
Der Gartenbaumläufer erreicht eine Körpergröße von 12 Zentimetern und wiegt etwa 11 Gramm. Sein spitzer Schnabel ist nach unten gebogen und wird bis 12 mm lang. Seine Unterseite ist weiß, seine Oberseite rindenfarbig und sein Überaugenstreif weiß. Männchen und Weibchen haben die gleiche Farbe. Sein relativ langer Schwanz dient zum Stützen und zum Steuern im Flug. Insbesondere die mittleren Schwanzfedern sind besonders steif, um das Abstützen zu ermöglichen.
Frisch geschlüpfte Nestlinge des Gartenbaumläufers weisen auf Stirn und Nacken je einen Schopf langer grauer Dunen auf. Der Rachen ist gelb und die Schnabelwülste sind gelblichweiß.
Der Ruf des Gartenbaumläufers klingt in etwa wie „tihtih“. Der Gesang ist kürzer und insgesamt kräftiger und lauter als der des Waldbaumläufers. Die melodische kurze Pfeifstrophe ähnelt einem "titi-tiro-iti-titt" oder "di-dideli-di-di".
Typisch für den Gartenbaumläufer ist Klettern an Baumstämmen, bei dem er sich mit dem langen Schwanz abstützt und sich in kleinen Sprüngen aufwärts bewegt. Er ist dabei besonders häufig an Laubbäumen wie Eichen, Eschen und Ulmen zu beobachten, die eine besonders tief zerfurchte Rinde aufweisen.

## Verbreitungsgebiet und Lebensraum

Verbreitung des Gartenbaumläufers:
Ganzjähriges Vorkommen

Das Verbreitungsgebiet des Gartenbaumläufers ist West- und Mitteleuropa, die Ostgrenze liegt etwas östlich der Ostgrenze Polens und an der westlichen Schwarzmeerküste. Er brütet außerdem in Südeuropa, im Westen Kleinasiens sowie in Nordafrika. Er fehlt in Großbritannien und Irland sowie im Norden Dänemarks. Auch auf der iberischen Halbinsel fehlt er in weiten Teilen des Landesinneren.
Der Gartenbaumläufer bevorzugt – anders als der Waldbaumläufer – Laubwälder, Parks und Gärten mit vielen Obstbäumen. Er ist auch in Alleen, Feldgehölzen und Streuobstwiesen anzutreffen.
Der Gartenbaumläufer überwintert als Standvogel in Mitteleuropa und ist Strichvogel und Kurzstreckenzieher.

## Ernährung
Mit ihrem Gefieder sind Baumläufer ideal an die Rinde der Bäume angepasst, wo sie gut getarnt auf Nahrungssuche gehen. Für die Futtersuche bevorzugt der Gartenbaumläufer vor allem Laubbäume mit besonders tiefer, borkiger Rinde (z. B. Eiche, Esche, Ulme), die er nach Nahrung absucht. Diese besteht aus Insekten, Spinnen, Käfern und Larven, die er an und unter der Baumrinde findet. Er ernährt sich auch von Samen, die insbesondere im Winter einen größeren Teil seiner Nahrung ausmachen können.
Anders als der Kleiber kann der Gartenbaumläufer nicht kopfüber den Baumstamm hinablaufen. Er beginnt am unteren Teil des Baumes und erklimmt mit Hilfe seiner spitzen langen Krallen ruckartig und schraubig den Baumstamm. Dabei stochert er mit seinem langen, deutlich gebogenen Pinzettenschnabel in der Baumrinde nach allem Essbaren.
An künstlich geschaffenen Winterfutterplätzen trifft man den Gartenbaumläufer eher selten als Gast an. Sollte er sich dennoch an einem Futterhaus einfinden, bevorzugt er fetthaltiges, weiches Winterfutter.

## Fortpflanzung
Die Brutzeit erstreckt sich von März bis Juli. Gartenbaumläufer ziehen ein bis zwei Bruten pro Jahr groß.

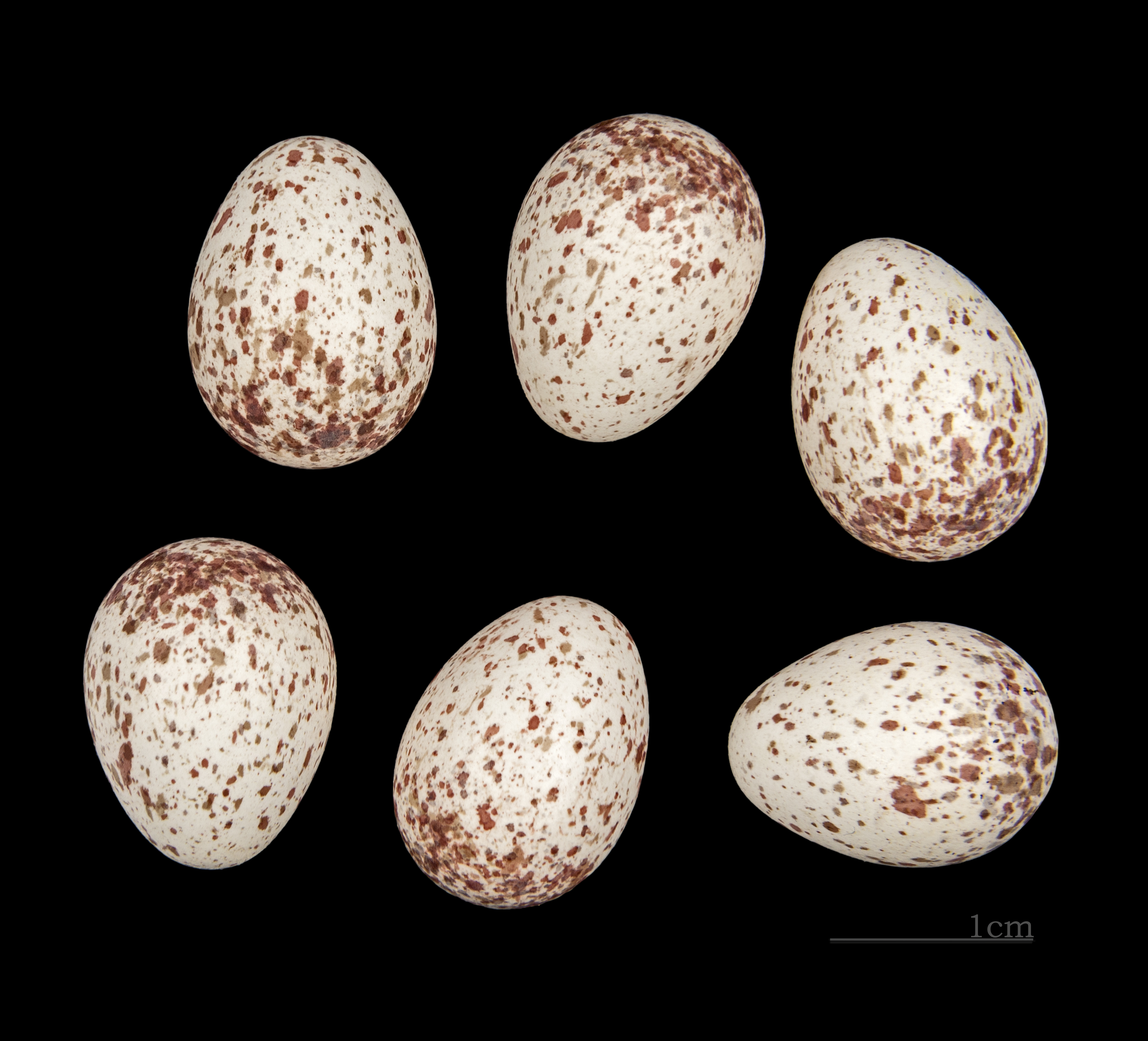
Certhia brachydactyla

Das Nest wird aus Reisig, Halmen, Moos, Tierhaaren und Federn in Baumspalten und hinter loser Rinde gebaut. Das Innere des Napfes wird mit Federn, Rindenfasern und Wolle ausgekleidet. Beide Elternvögel sind am Nestbau beteiligt. Das Weibchen legt fünf bis sieben Eier. Diese sind spindelförmig mit einer glatten, glanzlosen weißen Schale, die sehr fein rostrot oder -braun gesprenkelt oder gepunktet ist. Es brütet nur das Weibchen, die Brutzeit beträgt 13 bis 15 Tage. Nach weiteren 14 bis 15 Tagen verlassen die Jungen das Nest. An der Versorgung der Jungvögel sind beide Elternvögel beteiligt. Die Geschlechtsreife tritt nach einem Jahr ein.

## Einzelbelege
1. ↑  Certhia brachydactyla in der Roten Liste gefährdeter Arten der IUCN 2016. Eingestellt von: BirdLife International, 2016. Abgerufen am 20. November 2017.
2. ↑  Bezzel, S. 482.
3. 1 2  Harrison, S. 411.
4. ↑  Lars Svensson, Peter J. Grant, Killian Mullarney, Dan Zetterström: Der neue Kosmos-Vogelführer. In: Kosmos Naturführer (Hrsg.): Kosmos. Stuttgart.
5. ↑  Bezzel, S. 462.
6. ↑  Artensteckbrief des Gartenbaumläufers auf natur-in-nrw.de. Abgerufen am 4. Januar 2013.
7. ↑  Vogelfütterung im Winter – Wer frisst was? Website der Wildvogelhilfe auf wildvogelhilfe.org (Memento des Originals vom 10. März 2013 im Internet Archive)  Info: Der Archivlink wurde automatisch eingesetzt und noch nicht geprüft. Bitte prüfe Original- und Archivlink gemäß Anleitung und entferne dann diesen Hinweis.. Abgerufen am 4. Januar 2013.
8. ↑  Harrison, S. 410–411.